# 田佑
田佑（1471年—？），字廷相，直隸贛榆縣人，府軍前衛官籍，明朝政治人物。

## 生平
弘治五年（1492年）中式壬子科順天府鄉試第二名舉人。弘治六年（1493年）聯捷癸丑科會試第五十二名，三甲第六十六名進士。歷官青州府通判，正德七年（1512年）十月升陕西按察司佥事，九年正月考察以不謹闲住。

## 家族
曾祖田子才，贈指揮使；祖父田貴，都指揮同知 充左參將；父田通，指揮使。前母門氏（封淑人）；前母丁氏；母王氏（封淑人）。具庆下。兄田英（錦衣衛百户）；田佐（指挥使）。